# Saint-Jean-sur-Mayenne
Saint-Jean-sur-Mayenne è un comune francese di 1 530 abitanti situato nel dipartimento della Mayenne nella regione dei Paesi della Loira.

## Società

### Evoluzione demografica
Abitanti censiti